# Championnat d'Allemagne de football 1906-1907
Navigation
Meisterschaft
(Verbandsligen)
1905-1906 Meisterschaft
(Verbandsligen)
1907-1908
La saison 1906-1907 du Championnat d'Allemagne de football était la 5e édition de la première division allemande.
Six clubs participent à la compétition nationale, il s'agit des clubs champions de 6 régions d'Allemagne. Le championnat national est disputé sous forme de coupe à élimination directe.
C'est le Fribourg FC qui s'impose en finale et remporte le premier titre de champion d'Allemagne de son histoire.

## Les 6 clubs participants
(entre parenthèses, la région d'appartenance du club)
- Düsseldorf FC 99 (Rhin-Westphalie)
- Viktoria 89 Berlin (Berlin)
- SC Victoria Hambourg (Nord)
- SC Schlesien Breslau (Sud-Est)
- Fribourg FC (Sud)
- VfB Leipzig (Centre) et tenant du titre

## Compétition
La compétition a lieu sous forme de coupe, avec match simple. 
|  | Quarts de finale       | Quarts de finale      | Quarts de finale   | Quarts de finale   |                           |                      | Demi-finales            | Demi-finales            | Demi-finales            | Demi-finales            |  |  | Finale                 | Finale                 | Finale                 | Finale                 |
|  |                        |                       |                    |                    |                           |                      |                         |                         |                         |                         |  |  |                        |                        |                        |                        |
|  |                        |                       |                    |                    |                           |                      | 12 mai 1907 à Nuremberg | 12 mai 1907 à Nuremberg | 12 mai 1907 à Nuremberg | 12 mai 1907 à Nuremberg |  |  | 19 mai 1907 à Mannheim | 19 mai 1907 à Mannheim | 19 mai 1907 à Mannheim | 19 mai 1907 à Mannheim |
|  |                        |                       |                    |                    |                           |                      | 12 mai 1907 à Nuremberg | 12 mai 1907 à Nuremberg | 12 mai 1907 à Nuremberg | 12 mai 1907 à Nuremberg |  |  | 19 mai 1907 à Mannheim | 19 mai 1907 à Mannheim | 19 mai 1907 à Mannheim | 19 mai 1907 à Mannheim |
|  |                        |                       |                    |                    |                           |                      | 12 mai 1907 à Nuremberg | 12 mai 1907 à Nuremberg | 12 mai 1907 à Nuremberg | 12 mai 1907 à Nuremberg |  |  | 19 mai 1907 à Mannheim | 19 mai 1907 à Mannheim | 19 mai 1907 à Mannheim | 19 mai 1907 à Mannheim |
|  |                        |                       |                    |                    |                           |                      | 12 mai 1907 à Nuremberg | 12 mai 1907 à Nuremberg | 12 mai 1907 à Nuremberg | 12 mai 1907 à Nuremberg |  |  | 19 mai 1907 à Mannheim | 19 mai 1907 à Mannheim | 19 mai 1907 à Mannheim | 19 mai 1907 à Mannheim |
|  |                        |                       |                    |                    |                           |                      | 12 mai 1907 à Nuremberg | 12 mai 1907 à Nuremberg | 12 mai 1907 à Nuremberg | 12 mai 1907 à Nuremberg |  |  | 19 mai 1907 à Mannheim | 19 mai 1907 à Mannheim | 19 mai 1907 à Mannheim | 19 mai 1907 à Mannheim |
|  | Fribourg FC            | Fribourg FC           | 3                  | 3                  |                           |                      |                         |                         |                         |                         |  |  | 19 mai 1907 à Mannheim | 19 mai 1907 à Mannheim | 19 mai 1907 à Mannheim | 19 mai 1907 à Mannheim |
|  | Fribourg FC            | Fribourg FC           | 3                  | 3                  |                           |                      |                         |                         |                         |                         |  |  | 19 mai 1907 à Mannheim | 19 mai 1907 à Mannheim | 19 mai 1907 à Mannheim | 19 mai 1907 à Mannheim |
|  |                        |                       | VfB Leipzig T      | VfB Leipzig T      | 2                         | 2                    |                         |                         |                         |                         |  |  | 19 mai 1907 à Mannheim | 19 mai 1907 à Mannheim | 19 mai 1907 à Mannheim | 19 mai 1907 à Mannheim |
|  |                        |                       |                    |                    | 2                         | 2                    |                         |                         |                         |                         |  |  | 19 mai 1907 à Mannheim | 19 mai 1907 à Mannheim | 19 mai 1907 à Mannheim | 19 mai 1907 à Mannheim |
|  |                        | 9 mai 1907 à Hambourg |                    |                    |                           |                      |                         |                         |                         |                         |  |  | 19 mai 1907 à Mannheim | 19 mai 1907 à Mannheim | 19 mai 1907 à Mannheim | 19 mai 1907 à Mannheim |
|  |                        |                       |                    |                    |                           |                      |                         |                         |                         |                         |  |  | 19 mai 1907 à Mannheim | 19 mai 1907 à Mannheim | 19 mai 1907 à Mannheim | 19 mai 1907 à Mannheim |
|  | Fribourg FC            | Fribourg FC           | 3                  | 3                  |                           |                      |                         |                         |                         |                         |  |  |                        |                        |                        |                        |
|  | Fribourg FC            | Fribourg FC           | 3                  | 3                  | 21 avril 1907 à Duisbourg |                      |                         |                         |                         |                         |  |  |                        |                        |                        |                        |
|  |                        |                       | Viktoria 89 Berlin | Viktoria 89 Berlin | 1                         | 1                    |                         |                         |                         |                         |  |  |                        |                        |                        |                        |
|  | Düsseldorf FC 99       | Düsseldorf FC 99      | Viktoria 89 Berlin | Viktoria 89 Berlin | 1                         | 1                    | 1                       | 1                       |                         |                         |  |  |                        |                        |                        |                        |
|  | Düsseldorf FC 99       | Düsseldorf FC 99      |                    |                    |                           |                      |                         |                         |                         |                         |  |  |                        |                        |                        |                        |
|  | SC Victoria Hambourg   | SC Victoria Hambourg  | 8                  | 8                  |                           |                      |                         |                         |                         |                         |  |  |                        |                        |                        |                        |
|  | SC Victoria Hambourg   | SC Victoria Hambourg  | 8                  | 8                  | SC Victoria Hambourg      | SC Victoria Hambourg | 1                       | 1                       |                         |                         |  |  |                        |                        |                        |                        |
|  | 21 avril 1907 à Berlin |                       |                    |                    | SC Victoria Hambourg      | SC Victoria Hambourg | 1                       | 1                       |                         |                         |  |  |                        |                        |                        |                        |
|  |                        |                       | Viktoria 89 Berlin | Viktoria 89 Berlin | 4                         | 4                    |                         |                         |                         |                         |  |  |                        |                        |                        |                        |
|  | Viktoria 89 Berlin     | Viktoria 89 Berlin    | Viktoria 89 Berlin | Viktoria 89 Berlin | 4                         | 4                    | 2                       | 2                       |                         |                         |  |  |                        |                        |                        |                        |
|  | Viktoria 89 Berlin     | Viktoria 89 Berlin    |                    |                    |                           |                      |                         | 2                       |                         |                         |  |  |                        |                        |                        |                        |
|  | SC Schlesien Breslau   | SC Schlesien Breslau  | 1                  | 1                  |                           |                      |                         |                         |                         |                         |  |  |                        |                        |                        |                        |
|  | SC Schlesien Breslau   | SC Schlesien Breslau  | 1                  | 1                  |                           |                      |                         |                         |                         |                         |  |  |                        |                        |                        |                        |
|  |                        |                       |                    |                    |                           |                      |                         |                         |                         |                         |  |  |                        |                        |                        |                        |

## Bilan de la saison
| Tableau d'Honneur                   |             |
| Compétition                         | Vainqueur   |
| Championnat d'Allemagne de football | Fribourg FC |